# Konstantinápoly a keresztes hadjáratokban

## Keresztes hadak Bizáncban
A bolgárok, normannok és arabok elleni csatározásokban meggyengült Bizánci Birodalom fővárosa, Konstantinápoly mellett kétszer állomásozott keresztes hadsereg, azonban mindkétszer békés szándékkal, átvonulóban. 1096-ban Bouillon Gottfried keresztes vitézei, 1147-ben pedig  német III. Konrád német-római császár és VII. Lajos francia király lovagjai hosszabb ideig maradtak Konstantinápoly falai előtt, azonban a keresztesek csak a negyedik keresztes hadjárat alkalmával érkeztek ellenséges szándékkal.

## A IV. keresztes hadjárat
Ekkor történt ugyanis, hogy a velenceiek, élükön Enrico Dandolóval beavatkoztak a bizánci trónviszályba, mely II. Izsák, fivére, III. Alexiosz és Izsák fia, IV. Alexiosz között zajlott. Alexiosz ígéretet tett rá, hogy fedezi az Egyiptomba induló keresztesek költségeit, ha elűzik bitorló nagybátyját. Kilenc hónapig tartott az ostrom és végre is azzal végződött, hogy Izsákot kiszabadították börtönéből, fiával együtt trónra tették, a keresztesek pedig megszállták Konstantinápolyt.
A nyugatiak (latinok, frankok, ahogy a görög lakosság emlegette őket) jelenléte és IV. Alexiosz kétségbeesett törekvései az ígéretei teljesítésére olyan gyűlöletesek lett a városban, hogy 1204-ben lázadás tört ki. V. Alexiosz Murtzuphlosz lett az új császár, de a latinok nem ismerték el, ostrom alá fogták a várost és makacs küzdelem után Montferrati Bonifác vezérlete alatt rohammal elfoglalták (1204. április 13-án). A győztesek rettentő rablást és pusztítást vittek véghez a városban, nem kíméltek sem sírokat, sem műemlékeket. Több antik műalkotás Velencébe került vagy megsemmisült.
A nagy pusztításnak közepette Flandriai Balduint császárrá választották és 1204. május 9-én a Hagia Szophiában megkoronázták.

## A restauráció
A Konstantinápolyi Latin Császárság azonban megalakulásától kezdve hanyatlott a bolgár támadásoknak illetve a görög utódállamok (Nikaiai Császárság, Epiruszi Despotátus) közreműködésének köszönhetően: már 1235-ben, III. János nikaiai császár alatt ostrom alá fogták a várost, 1261-ben pedig merész rohammal elfoglalta Sztratégopulosz, VIII. (Palaiologosz) Mihály nikaiai császár hadvezére. Az utolsó latin császár, II. Balduin, Euboia szigetére menekült, a görög császárok trónját pedig ismét Konstantinápolyban állították fel. Bizánc azonban már sosem érte el régi jelentőségét.